# Prádelna

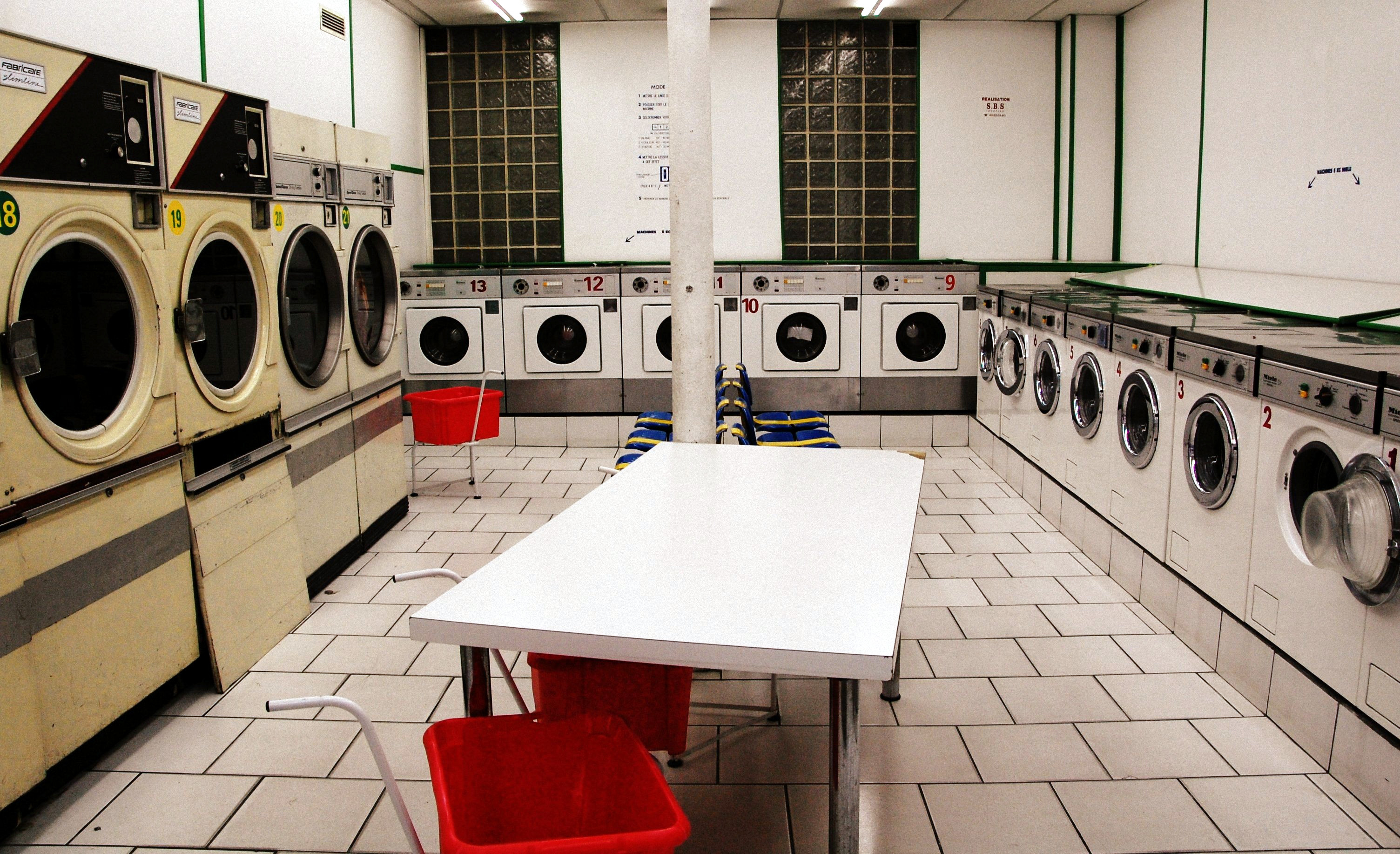
Samoobslužná prádelna v Paříži

Prádelna je místnost nebo budova, kde se pere prádlo. Obvykle se jedná o místnost nebo o skupinu místností, která je určena pro praní prádla a oděvů. Může se jednat také o označení nějakého zařízení nebo organizace, které se zabývá praním prádla a oděvů (firma, organizační složka větší veřejné instituce apod.).

## Domovní prádelna
Domovní prádelny bývají vybaveny technickým zařízením vhodným pro praní menšího množství prádla jako je vyvařovací kotel, pračka, ždímačka (odstředivka) případně mandl na žehlení ložního prádla. Dále zde bývají k dispozici větší nádoby jako je vana nebo koryto, které slouží pro máchání prádla..
Starší prádelny mohou mít ve výbavě i valchu a dřevěné necky jakož i další vhodné nádoby pro přenášení prádla (vanička apod.). Hlavní místnost prádelny bývá vybavena vodovodním rozvodem a dále odtokovým kanálkem umístěným v podlaze tak, aby byl umožněn odtok vody.

## Jiné prádelny
Velké prádelny mohou být zařízeny pro hromadné praní prádla a oděvů například v armádě, ve velkých nemocnicích, ve velkých podnicích.

## Průmyslové prádelny
Specializované firmy, které se soustředí na praní pracovních oděvů, ložního prádla pro zdravotnická a ubytovací zařízení. Zajišťují svoz znečištěného prádla, vyprání a dodávku zpět uživateli. Perou pro řadu zákazníků. Některé z nich zajišťují i půjčování prádla, které potom není majetkem uživatele, ale prádelny.

## Elektrický rozvod
Pro elektrický rozvod v každé prádelně platí přísnější normy a předpisy než pro běžné elektrické rozvody užívané v suchém prostředí např. v bytu nebo v kanceláři. Ten musí vždy vyhovovat platným technickým normám pro provoz elektrických zařízení v mokrém či vlhkém prostředí tak, aby nebyl ohrožen život a zdraví zde pracujících osob.
Elektroinstalace v nově budovaných prádelnách, a podobně i v koupelnách, musí být typu TN-S (samostatný pracovní nulový a ochranný vodič) s instalovaným proudovým chráničem.

## Související zařízení
Na prádelnu může navazovat místnost pro sušení prádla : sušárna prádla, dále na ni může navazovat například
zařízení pro strojní žehlení prádla : mandlovna apod..